# Caccobius gilleti
Caccobius gilleti là một loài bọ cánh cứng trong họ Bọ hung (Scarabaeidae).